# 51. ceremonia wręczenia Złotych Globów
Złote Globy za rok 1993 przyznano 22 stycznia 1994 r. w Beverly Hilton Hotel w Los Angeles. Nagrodę im. Cecila B. DeMille’a za całokształt twórczości otrzymał Robert Redford.

Laureaci:

## Kino

### Najlepszy film dramatyczny
Lista Schindlera, reż. Steven Spielberg

nominacje:
- Wiek niewinności, reż. Martin Scorsese
- W imię ojca, reż. Jim Sheridan
- Fortepian, reż. Jane Campion
- Okruchy dnia, reż. James Ivory

### Najlepsza komedia/musical
Pani Doubtfire, reż. Chris Columbus

nominacje:
- Dave, reż. Ivan Reitman
- Wiele hałasu o nic, reż. Kenneth Branagh
- Bezsenność w Seattle, reż. Nora Ephron
- Roztańczony buntownik, reż. Baz Luhrmann

### Najlepszy aktor dramatyczny
Tom Hanks – Filadelfia

nominacje:
- Harrison Ford – Ścigany
- Daniel Day-Lewis – W imię ojca
- Anthony Hopkins – Okruchy dnia
- Liam Neeson – Lista Schindlera

### Najlepsza aktorka dramatyczna
Holly Hunter – Fortepian

nominacje:
- Michelle Pfeiffer – Wiek niewinności
- Debra Winger – Niebezpieczna kobieta
- Emma Thompson – Okruchy dnia
- Juliette Binoche – Trzy kolory. Niebieski

### Najlepszy aktor w komedii/musicalu
Robin Williams – Pani Doubtfire

nominacje:
- Johnny Depp – Benny i Joon
- Kevin Kline – Dave
- Tom Hanks – Bezsenność w Seattle
- Colm Meaney – The Snapper

### Najlepsza aktorka w komedii/musicalu
Angela Bassett – Tina

nominacje:
- Anjelica Huston – Rodzina Addamsów II
- Diane Keaton – Tajemnica morderstwa na Manhattanie
- Stockard Channing – Szósty stopień oddalenia
- Meg Ryan – Bezsenność w Seattle

### Najlepszy aktor drugoplanowy
Tommy Lee Jones – Ścigany

nominacje:
- Sean Penn – Życie Carlita
- John Malkovich – Na linii ognia
- Ralph Fiennes – Lista Schindlera
- Leonardo DiCaprio – Co gryzie Gilberta Grape’a

### Najlepsza aktorka drugoplanowa
Winona Ryder – Wiek niewinności

nominacje:
- Penelope Ann Miller – Życie Carlita
- Rosie Perez – Bez lęku
- Emma Thompson – W imię ojca
- Anna Paquin – Fortepian

### Najlepsza reżyseria
Steven Spielberg – Lista Schindlera

nominacje:
- Martin Scorsese – Wiek niewinności
- Andrew Davis – Ścigany
- Jane Campion – Fortepian
- James Ivory – Okruchy życia

### Najlepszy scenariusz
Steven Zaillian – Lista Schindlera

nominacje:
- Ron Nyswaner – Filadelfia
- Jane Campion – Fortepian
- Ruth Prawer Jhabvala – Okruchy dnia
- Robert Altman, Frank Barhydt – Na skróty

### Najlepsza muzyka
Kitarō – Pomiędzy niebem i ziemią

nominacje:
- Danny Elfman – Miasteczko Halloween
- Michael Nyman – Fortepian
- John Williams – Lista Schindlera
- Zbigniew Preisner – Trzy kolory. Niebieski

### Najlepsza piosenka
„Streets of Philadelphia” – Filadelfia – muzyka i słowa: Bruce Springsteen

nominacje:
- „The Day I Fall in Love” – Beethoven 2 – muzyka i słowa: Carole Bayer Sager, James Ingram, Clif Magness
- „(You Made Me the) Thief of Your Heart” – W imię ojca – muzyka i słowa: Bono, Gavin Friday, Maurice Seezer
- „Stay” – Tak daleko, tak blisko – muzyka: U2; słowa: Bono
- „Again” – Poetic Justice – Film o miłości – muzyka i słowa: Janet Jackson, Jimmy Jam i Terry Lewis

### Najlepszy film zagraniczny
Żegnaj, moja konkubino, reż. Chen Kaige

nominacje:
- Organa sprawiedliwości, reż. Hans W. Geissendörfer
- Przyjęcie weselne, reż. Ang Lee
- Trzy kolory. Niebieski, reż. Krzysztof Kieślowski
- Ucieczka niewinnego, reż. Carlo Carlei

## Telewizja

### Nagroda Specjalna
Na skróty za najlepszy zespół aktorski: Andie MacDowell, Bruce Davison, Jack Lemmon, Zane Cassidy, Julianne Moore, Matthew Modine, Anne Archer, Fred Ward, Jennifer Jason Leigh, Chris Penn, Joseph C. Hopkins, Josette Maccario, Lili Taylor, Robert Downey Jr., Madeleine Stowe, Tim Robbins, Cassie Friel, Dustin Friel, Austin Friel, Lily Tomlin, Tom Waits, Frances McDormand, Peter Gallagher, Jarrett Lennon, Annie Ross, Lori Singer, Lyle Lovett, Buck Henry, Huey Lewis, Danny Darst, Margery Bond, Robert DoQui, Darnell Williams, Michael Beach, Andi Chapman, Deborah Falconer, Susie Cusack, Charles Rocket, Jane Alden